# 西田聖志郎
西田 聖志郎（にしだ せいしろう、1955年5月3日 - ）は、日本の俳優、プロデューサー、鹿児島弁指導者。鹿児島県出身。本名及び旧芸名は西田 静志郎（読みは同じ）。別に静志郎（せいしろう）名義で活動していた時期もある。

## 人物
幕末から明治にかけて活躍した歌人であり国学者の薩摩藩士・八田知紀は高祖父にあたる。
1974年鹿児島県立甲南高校卒業後、日本大学芸術学部演劇学科入学。「オンシアター自由劇場付属演技研究所」を経て「勝アカデミー」にて勝新太郎に師事。1981年ＮＨＫドラマ人間模様「海峡」で俳優デビュー。故郷鹿児島の先輩俳優である草野大悟の紹介により六月劇場に所属する。
1984年東芝EMIにスカウトされ歌手 (静志郎名義) としてもメジャーデビューし、NHK新人歌手オーディションに合格。1987年芝居仲間と立ち上げた劇団「四月館」の公演に出演しているところが松田優作の目に留まり、松田作・演出の舞台「モーゼル」に出演。以来松田の晩年まで親しい交流が続き薫陶を受ける。
1990年ＮＨＫ大河ドラマ「翔ぶが如く」出演をきっかけに、「葵  徳川三代」、「篤姫」、「龍馬伝」に出演し、薩摩ことば指導も担当。鹿児島弁および薩摩弁指導の担当作品数は70本を超え、それぞれの作風に合わせた台詞の直しや現場での指導に定評がある。
2010年(株)パディハウスを設立し、プロデューサーとして演劇のみならず映画製作にも乗り出す。2014年全国公開されたプロデュース第1弾映画「六月燈の三姉妹」（監督：佐々部清 / 出演：吹石一恵・徳永えり・吉田羊）は、第17回ハワイ国際映画祭スプリングショーケースはじめ、世界7ヶ国10都市の映画祭などに招待作品として出品される。プロデュース第2弾映画「大綱引の恋」（監督：佐々部清 / 出演：三浦貴大、知英、比嘉愛未ほか）は、2020年10月30日(金)に鹿児島先行公開、2021年5月に全国公開。第16回ロサンゼルス日本映画祭で、最優秀プロデューサー賞を受賞。

## 出演

### テレビドラマ
- あいつと俺 第5話「青春の脅迫者 －釧路－」（1984年、テレビ東京） - 吾一
- 田原坂（1987年、日本テレビ） - 小倉壮九郎（東郷平八郎の兄）※静志郎名義で出演
- 五稜郭（1988年、日本テレビ） - 有川藤太　※静志郎名義で出演
- 翔ぶが如く（1990年、NHK大河ドラマ） - 篠原国幹
- 土曜ドラマ（NHK)
  - 新十津川物語（1991年） - 看守
- 源義経（1991年、日本テレビ）
- 超力戦隊オーレンジャー  第14話（1995年、テレビ朝日） - ツトムの父
- 理想の上司 第6話（1997年）- 鹿児島のツアー客 [1]
- 葵 徳川三代（2000年、NHK大河ドラマ） -  椎野道季
- 月曜ミステリー劇場 「湯の町コンサルタント2」（2003年） - 高村刑事 役
- 篤姫（2008年、NHK大河ドラマ） - 板倉勝静（薩摩言葉指導も担当）
- 龍馬伝（2010年、NHK大河ドラマ） - 大山彦八
- 蝶々さん〜最後の武士の娘〜（2011年、NHK総合テレビ） - 大番頭
- 尾根のかなたに〜父と息子の日航機墜落事故〜（2012年、WOWOW） - 床屋
- 旅人検視官 道場修作 第3弾 鹿児島県・指宿温泉殺人事件（2024年12月7日、BS日テレ） - 時田市郎 役

### 映画
- 東京上空いらっしゃいませ（1990年、ディレクターズ・カンパニー）
- 六月燈の三姉妹（2013年11月9日先行公開、2014年5月31日全国公開）企画・製作・出演（有馬眞平 役）、鹿児島弁指導
- 大綱引の恋（2020年10月30日鹿児島先行公開、2021年5月7日より順次全国公開）企画・製作・出演（有馬寛志 役）、鹿児島弁指導
- いまダンスをするのは誰だ?（2023年10月7日公開） - 服部哲哉 役、鹿児島弁指導
- ぴっぱらん!!（2024年11月1日公開） - 京極崇 役[2]

### 舞台
- 富豪と、嘘と、のぞみ（2005年、下北沢駅前劇場 他、パディハウスプロデュース）企画・製作・出演
- 天国に行って3つ目のドア（2008年、俳優座劇場、仕掛け屋本舗プロデュース）出演
- 六月燈の三姉妹（2009年、赤坂レッドシアター 他、パディハウスプロデュース）企画・製作・出演
- 霧島の花嫁（2015年、赤坂レッドシアター 他、パディハウスプロデュース）企画・製作・出演
- 真夜中に挽歌（2021年、サンモールスタジオ、パディハウスプロデュース）企画・製作

### ラジオ
- ラジオ図書館「刑事部屋」（1995年、TBSラジオ）

### 方言指導
- 翔ぶが如く（1990年、NHK大河ドラマ）薩摩ことば指導
- 葵 徳川三代 （2000年、NHK大河ドラマ）薩摩ことば指導
- 新選組! （2004年、NHK大河ドラマ）薩摩ことば指導
- 篤姫（2008年、NHK大河ドラマ）薩摩ことば指導
- 坂の上の雲 （2009年、NHKスペシャルドラマ）薩摩ことば指導
- 龍馬伝 （2010年、NHK大河ドラマ）薩摩ことば指導
- 君たちに明日はない （2010年、NHK土曜ドラマ）鹿児島弁指導

## 歌
- もどり道、雨だれ -両A面-（1984年、東芝EMIレコード）